# انقلاب مداوم
انقلاب مداوم یا انقلاب پیوسته یا انقلاب دائمی اصطلاحی است که نخست مارکس در رسالهٔ «خطاب به جامعهٔ کمونیست‌ها» (۱۸۵۰) بکار برد، اما بیشتر با نام تروتسکی قرین است، زیرا او بود که در فاصلهٔ ۱۹۰۴–۱۹۰۶ این نظریه را گسترش داد. تروتسکی با این نظریّه، همبستگی انقلاب بورژوایی روسیه را با انقلاب پرولتاریایی آن از سویی، و همبستگی انقلاب روسیه و انقلاب اروپا را از سوی دیگر، بیان می‌کرد و، با این تحلیل، به نظر او، روسیه به صورت سرنیزهٔ انقلاب جهانی درمی‌آمد. تروتسکی بر آن بود که بورژوازی روسیه از به انجام رسانیدن انقلاب خود ناتوان است و این پرولتاریاست که می‌تواند انقلاب را به انجام رساند. این انقلاب می‌باید با فرایندی ناگسسته از مرحلهٔ بورژوا-دموکراتیک به مرحلهٔ انقلاب پرولتاریایی برسد و در آغاز از دهقانان یاری بگیرد. اما پرولتاریای پیروزمند روسیه، برای نگهداشت و استوار کردن قدرت خود و چیرگی بر مقاومتی که دهقانان در آینده در برابر سیاستهای جمع‌باورانه و بین‌الملل‌گرایانهی پرولتاریایی، خواهند کرد، می‌باید به پشتیبانی انقلاب‌های پیروزمند پرولتاریایی اروپایی پشتگرم باشد، یعنی انقلاب‌هایی که پیروی انقلاب روسیه آن‌ها را به جنبش درآورده است. این نظری، که انقلاب روسیه و انقلاب‌های آینده در اروپا را رایند یگانه و پیوسته‌ای می‌شمرد، همان سیاستی است که لنین بعدها در ۱۹۱۷ در پیش گرفت و با آن قدرت به دست بلشویکها افتاد و به ایجاد بین‌الملل کمونیست انجامید. این مفهوم از انقلاب روسیه، در عین حال، با سیاست «سوسیالیسم در یک کشور»، که استالین در پیش گرفت ناسازگار بود، اگرچه استالین نیز انتظار داشت که پیروزی «سوسیالیسم» در یک کشور (یعنی روسیه)، از آن کشور پایگاهی برای انقلاب جهانی بسازد.